# Atrophaneura
Byasa là một chi bướm ngày thuộc họ Họ Bướm phượng, được tìm thấy ở châu Á. Tên thường gọi là Red-bodied Swallowtails (bướm phượng thân đỏ).

## Các loài
Liệu kê theo nhóm theo bảng chữ cái, bên cạnh là tên tiếng Anh:
 
Nhóm loài latreillei:
- Atrophaneura adamsoni (Grose-Smith, 1886)
- Atrophaneura alcinous (Klug, 1836) – Chinese Windmill
- Atrophaneura crassipes (Oberthür, 1893) – Black Windmill
- Atrophaneura dasarada (Moore, 1857) – Great Windmill
- Atrophaneura hedistus (Jordan, 1928)
- Atrophaneura impediens (Rothschild, 1895)
- Atrophaneura laos Riley & Godfrey, 1921
- Atrophaneura latreillei (Donovan, 1826) – Rose Windmill
- Atrophaneura mencius (C. & R. Felder, 1862)
- Atrophaneura nevilli (Wood-Mason, 1882) – Nevill's Windmill
- Atrophaneura plutonius (Oberthür, 1876) – Chinese Windmill
- Atrophaneura polla (de Nicéville, 1897) – De Niceville's Windmill
- Atrophaneura polyeuctes (Doubleday, 1842) – Common Windmill
- Atrophaneura rhadinus Jordan

Nhóm loài nox:

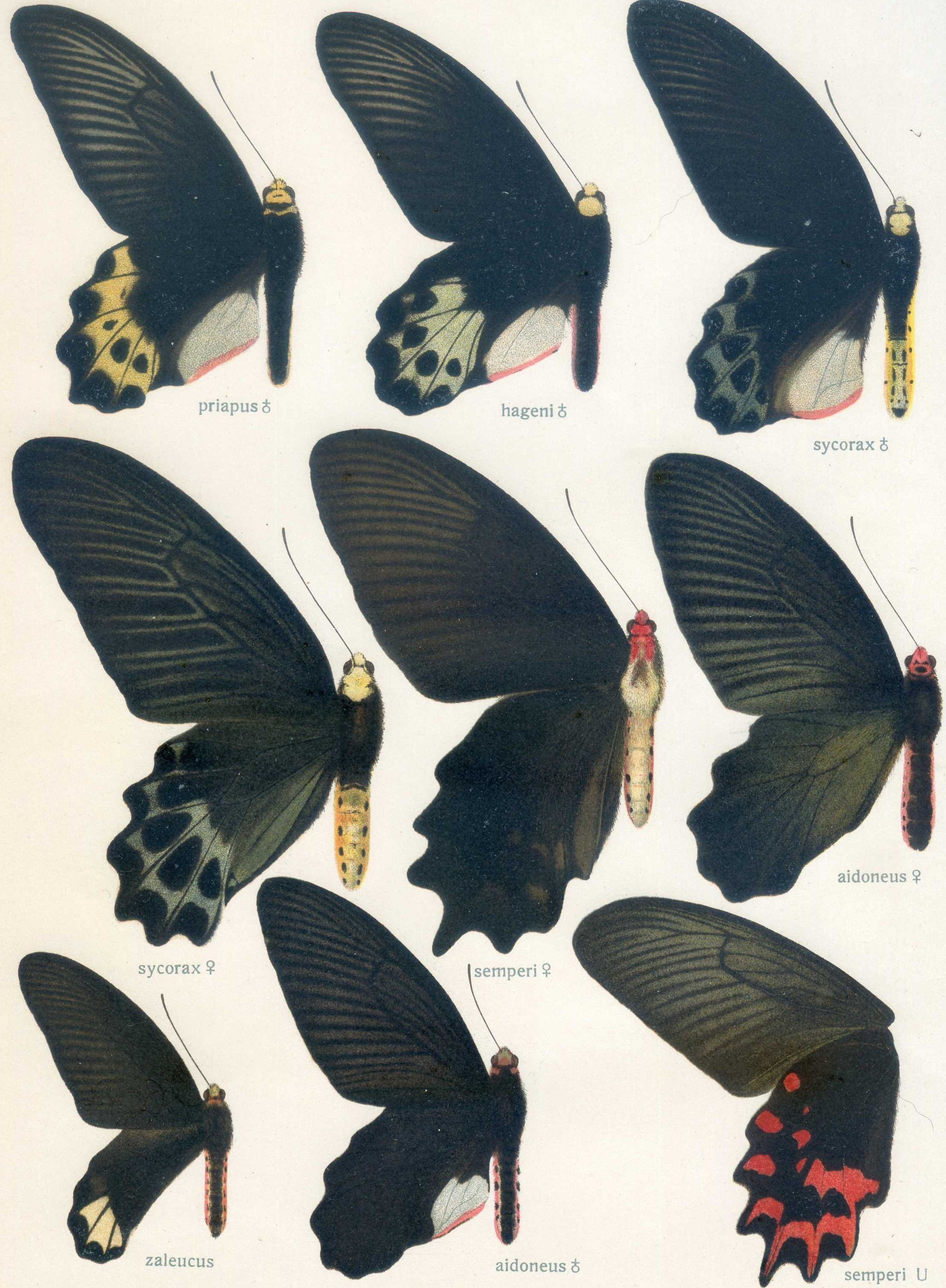
Plate from Seitz Macrolepidoptera of the World

- Atrophaneura aidoneus (Doubleday, 1845) – Lesser Batwing
- Atrophaneura dixoni (Grose-Smith, 1900)
- Atrophaneura horishana (Matsumura, 1910)
- Atrophaneura kuehni (Honrath, 1886)
- Atrophaneura luchti (Gray, 1852)
- Atrophaneura nox (Swainson, 1822)
- Atrophaneura priapus (Boisduval, 1836)
- Atrophaneura semperi (C. & R. Felder, 1861)
- Atrophaneura sycorax (Grose-Smith, 1885)
- Atrophaneura varuna (White, 1842) – Common Batwing
- Atrophaneura zaleucus (Hewitson, [1865])

Nhóm loài coon:

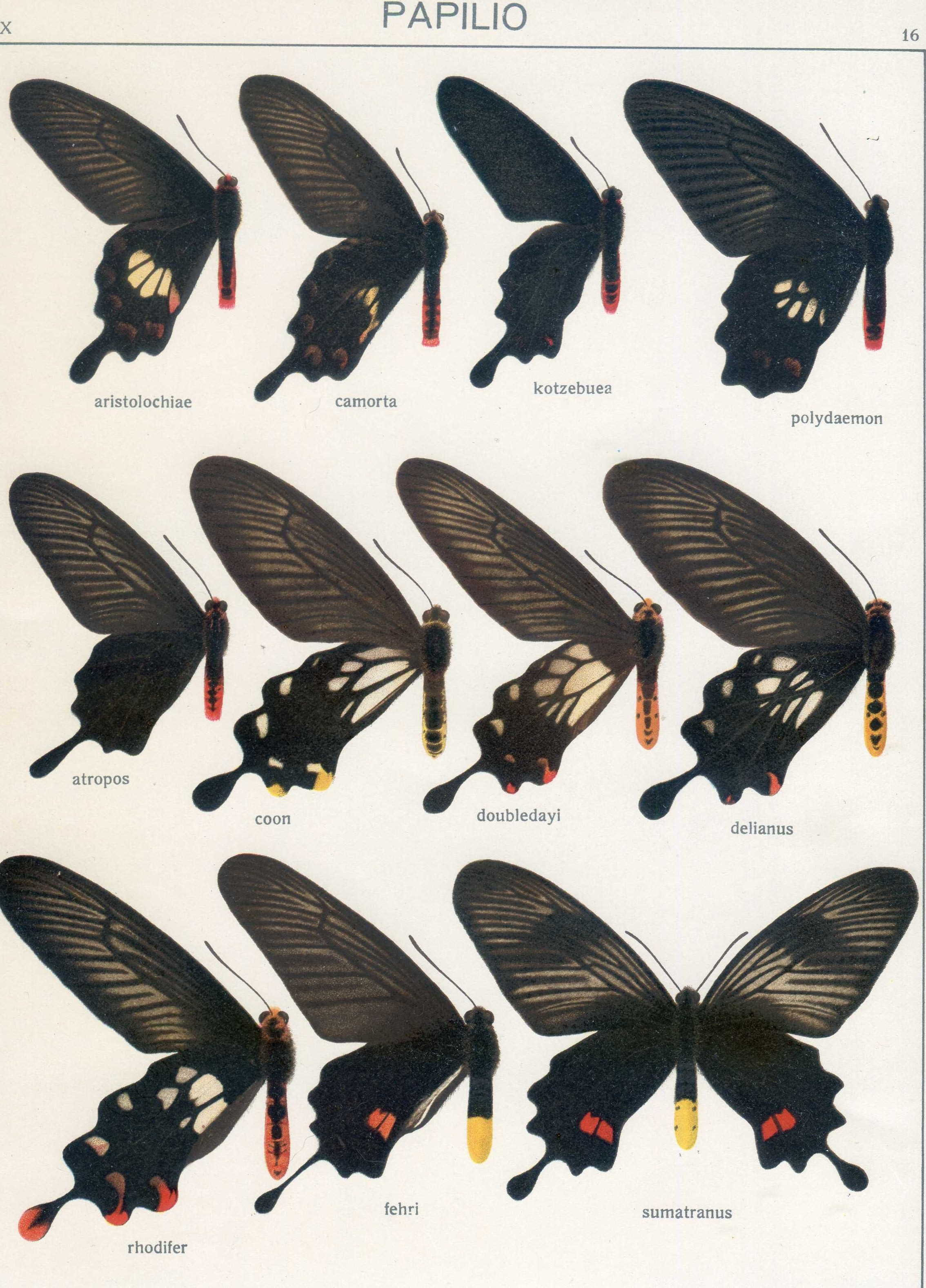
Plate from Seitz Macrolepidoptera of the World

- Atrophaneura coon (Fabricius, 1793) – Common Clubtail
- Atrophaneura palu (Martin, 1912) – Palu Swallowtail. Has been regarded a subspecies của A. coon.[2]
- Atrophaneura rhodifer (Butler, 1876) – Andaman Clubtail
- Atrophaneura neptunus (Guérin-Méneville, 1840) – Yellow-bodied Club-tail hoặc Yellow Club-tail

Nhóm loài pachliopta:

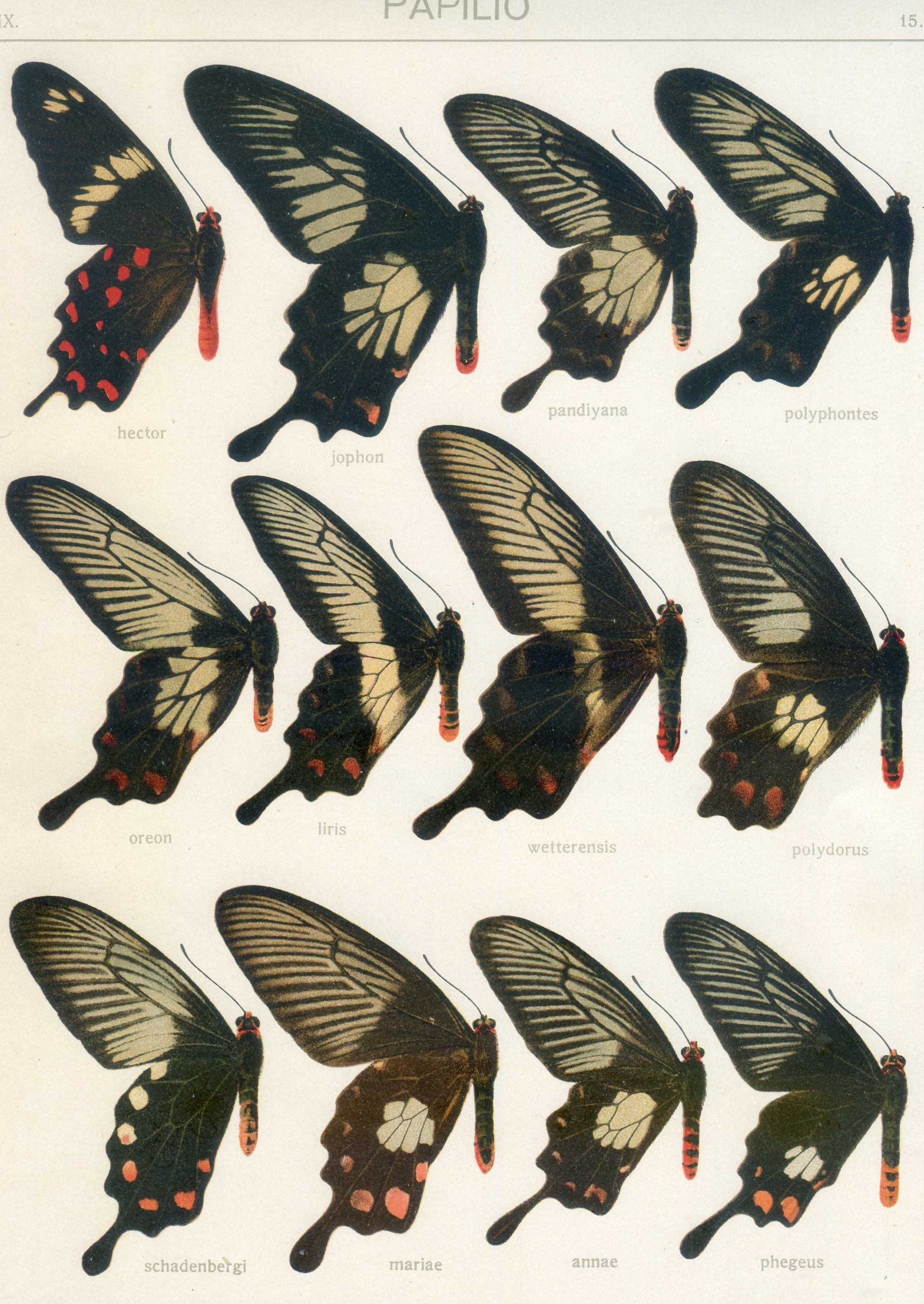
Plate from Seitz Macrolepidoptera of the World

- Atrophaneura aristolochiae (Fabricius, 1775) – Common Rose
- Atrophaneura antiphus (Fabricius, 1793)
- Atrophaneura atropos (Staudinger, 1888)
- Atrophaneura hector (Linnaeus, 1758) – Crimson Rose
- Atrophaneura jophon (Gray, [1853]) – Ceylon Rose hoặc Sri Lankan Rose
- Atrophaneura kotzebuea (Eschscholtz, 1821) – Pink Rose
- Atrophaneura leytensis (Murayama, 1978)
- Atrophaneura liris (Godart, 1819)
- Atrophaneura mariae (Semper, 1878)
- Atrophaneura oreon (Doherty, 1891)
- Atrophaneura pandiyana (Moore, 1881) – Malabar Rose
- Atrophaneura phlegon (C. & R. Felder, 1864)
- Atrophaneura polydorus (Linnaeus, 1763)
- Atrophaneura polyphontes (Boisduval, 1836)
- Atrophaneura schadenbergi (Semper, 1891)
- Atrophaneura strandi (Bryk, 1930)

## Hình ảnh

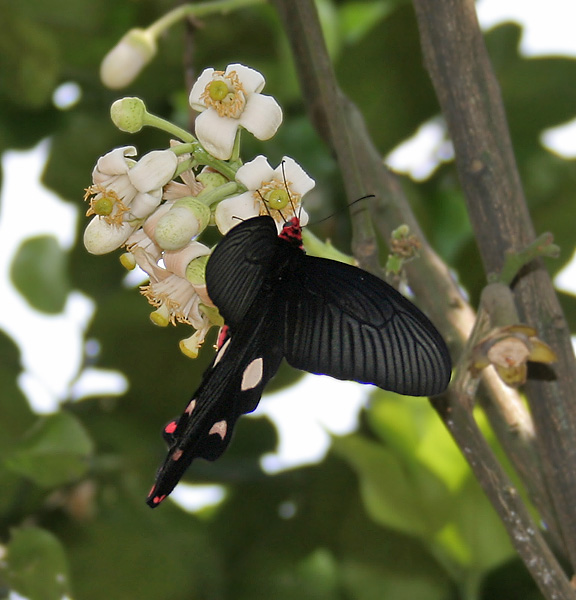
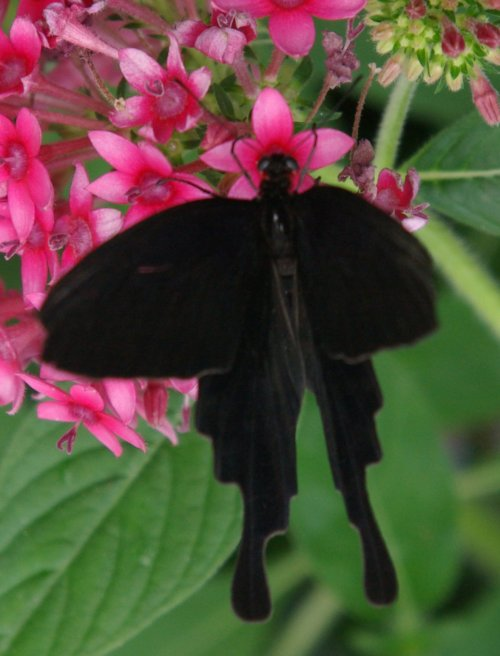
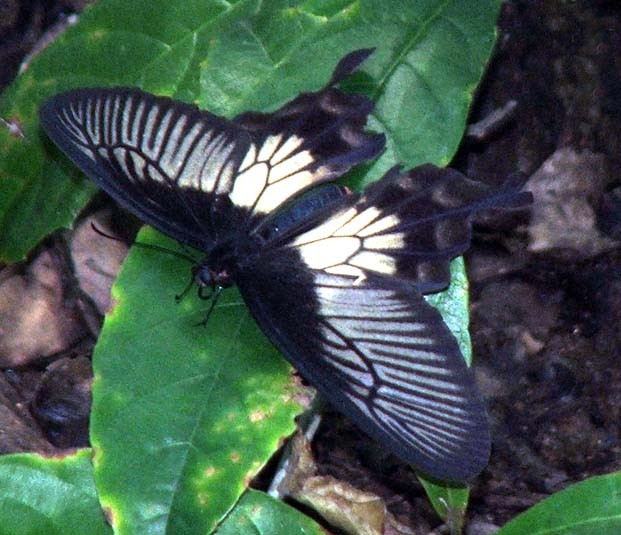
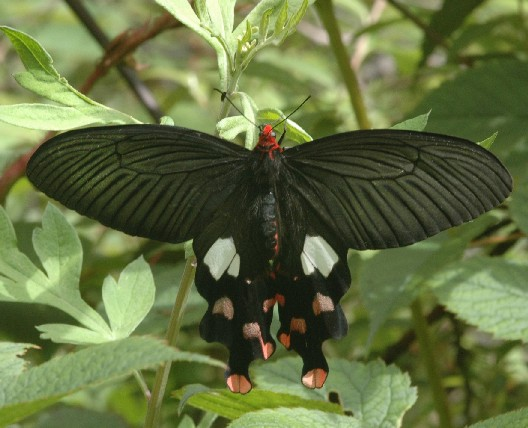
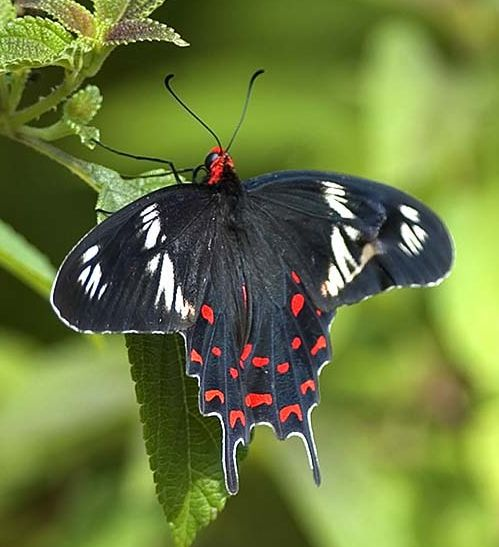
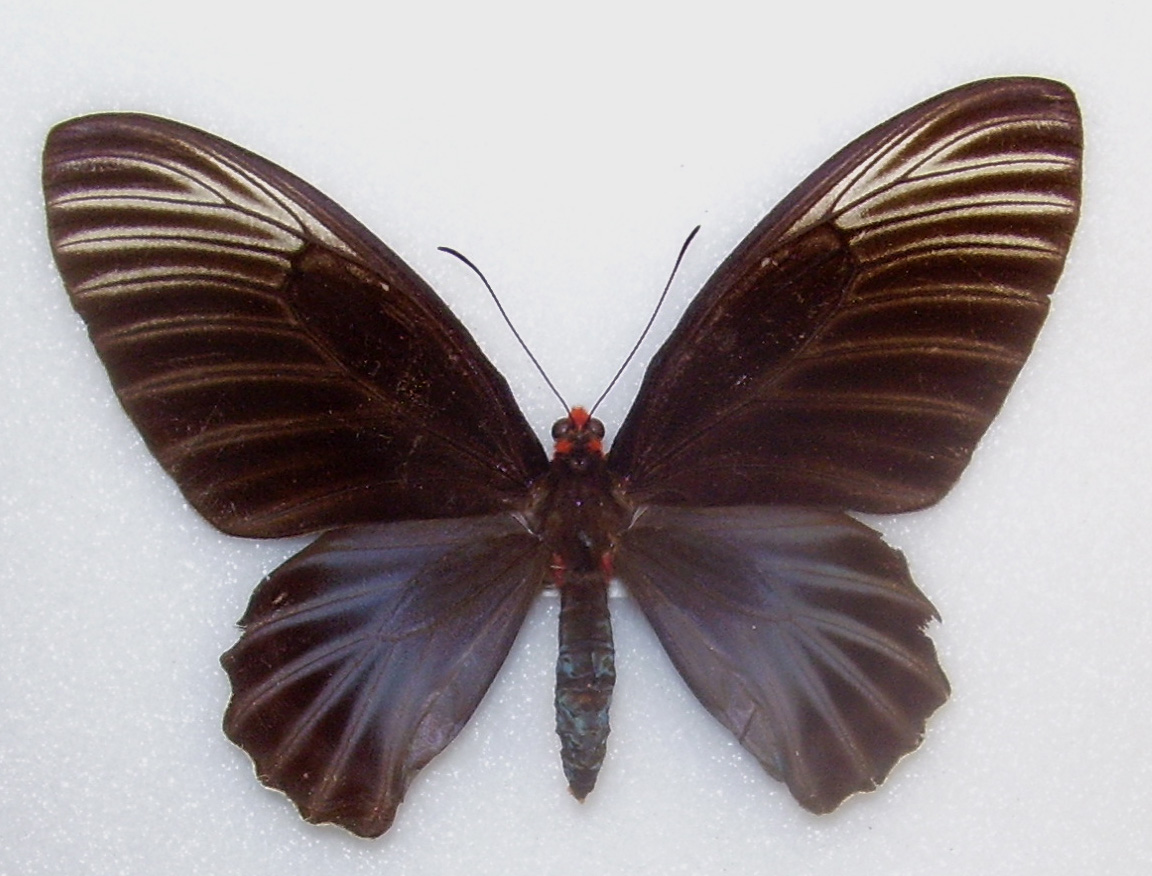